# Internationaler Heide-Cup

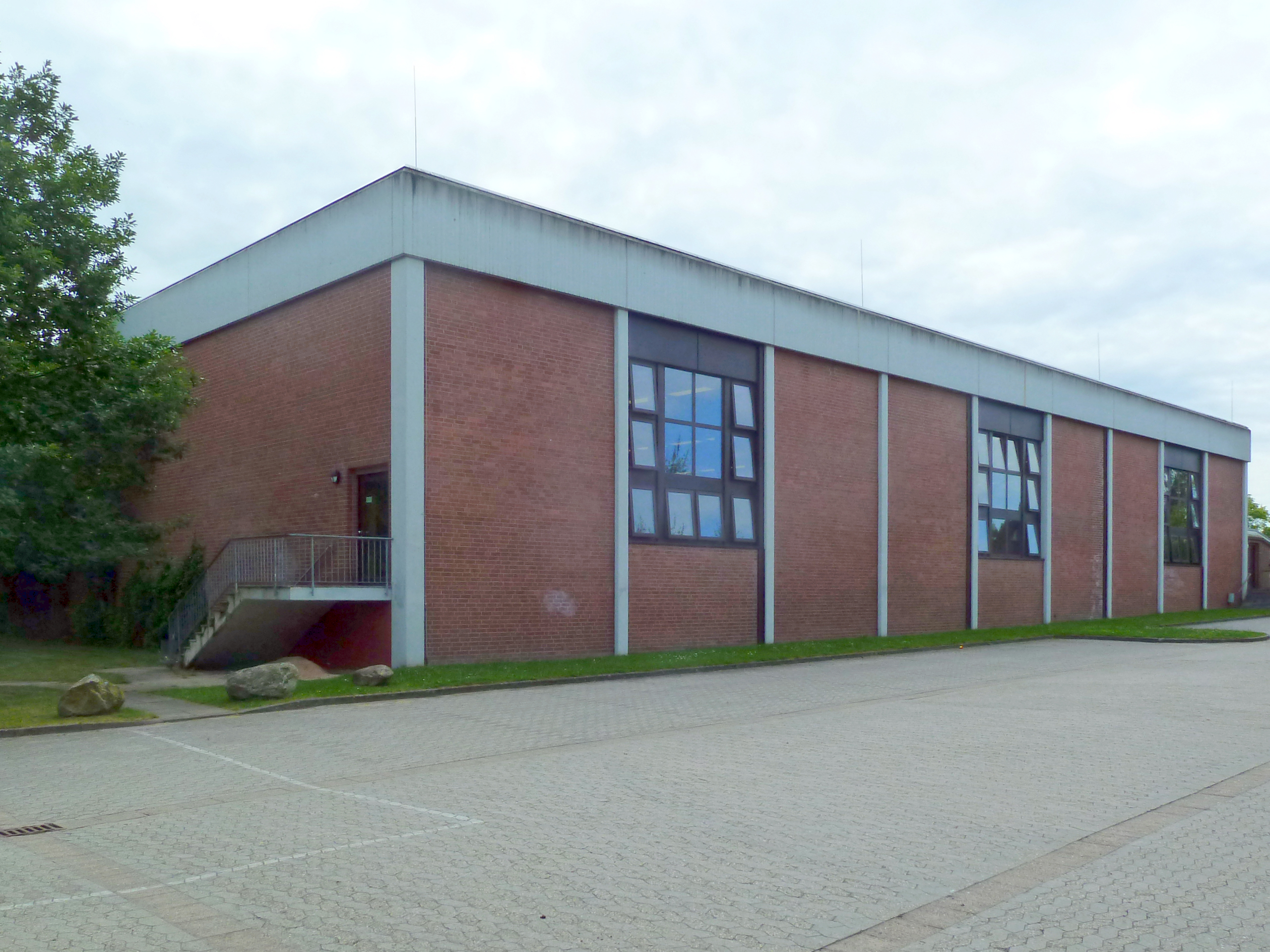
Austragungsort ist die KGS-Halle in Schneverdingen

Der Internationale Heide-Cup (IHC) ist ein seit 2007 jährlich stattfindendes mehrtägiges Handball-Turnier im niedersächsischen Schneverdingen. Das internationale Einladungsturnier gilt als eines der bestbesetzten Handball-Vorbereitungsturniere Europas.
Ausrichter ist der Handball-Förderverein Schneverdingen (HFV), der gesamte Gewinn des Turniers geht an die Jugendarbeit der Handballsparte des TV Jahn Schneverdingen. Die Spiele werden vor jährlich gut 2000 Zuschauern in der KGS-Halle ausgetragen. In den Jahren 2010 und 2011 fand das Turnier parallel in Schneverdingen und Lüneburg statt.

## Modus
Am ersten Spieltag spielt jeweils ein deutsches gegen ein internationales Team. Am zweiten Tag treffen dann die jeweiligen Gewinner auf einen der drei Verlierer. Aus der resultierenden Tabelle werden dann am dritten Tag die Plätze eins bis sechs ausgespielt.
Es wird nach den Regeln der EHF gespielt, die Spielzeit beträgt zweimal 30 Minuten. An den ersten beiden Spieltagen erfolgt bei Torgleichheit nach regulärer Spielzeit direkt ein Siebenmeterwerfen. Am Finaltag wird zunächst eine zweimal fünfminütige Verlängerung gespielt, bei Torgleichheit nach Ablauf der Verlängerung erfolgt ebenfalls ein Siebenmeterwerfen. Die Anzahl der einsetzbaren Spieler pro Partie ist nicht begrenzt.

## Geschichte und Teilnehmer
| Saison | Bisherige Sieger      |
| ------ | --------------------- |
| 2007   | THW Kiel              |
| 2009   | Füchse Berlin         |
| 2010   | THW Kiel              |
| 2011   | HSV Hamburg           |
| 2012   | TV Großwallstadt      |
| 2013   | TSV Hannover-Burgdorf |
| 2014   | HSG Wetzlar           |
| 2015   | SC DHfK Leipzig       |
| 2016   | HSG Wetzlar           |
| 2017   | IFK Kristianstad      |
| 2018   | Füchse Berlin         |
| 2019   | HSG Wetzlar           |
| 2022   | HSV Hamburg           |

2007 fand erstmals ein internationales Handballturnier in Schneverdingen statt. An dem Turnier, das unter dem Namen Brümmerhoff-Cup – benannt nach dem Hauptsponsor (Möbelhaus Brümmerhoff) – firmierte, nahmen der amtierende Triple-Sieger THW Kiel, der HSV Hamburg sowie der ungarische Klub MKB Veszprém und KIF Kolding aus Dänemark teil. Der Däne Bo Spellerberg wurde mit 21 Treffern Torschützenkönig, zum besten Spieler wurde der Tscheche Filip Jícha vom THW Kiel gewählt. Turniersieger Kiel erhielt als erster Gewinner den eigens durch Friedhelm Röttgers entworfenen Wanderpokal überreicht.
2008 wurde kein Turnier durchgeführt. Zwar lagen bereits Zusagen der Kadetten Schaffhausen (Schweiz) und MKB Veszprém (Ungarn) vor, doch wegen des engen Terminkalenders aufgrund der Olympischen Spiele konnte keine deutsche Topmannschaft verpflichtet werden. Stattdessen traf der TV Jahn Schneverdingen in einem Freundschaftsspiel auf den Bundesligisten TV Großwallstadt.
Vom 14. bis 16. August 2009 fand das Turnier erstmals unter dem Namen Internationaler Heide-Cup statt. Die vier Mannschaften FC Kopenhagen Håndbold aus Dänemark, Kadetten Schaffhausen aus der Schweiz, Hammarby IF HF aus Schweden und die Füchse Berlin trafen in Schneverdingen aufeinander. Der HSV Hamburg hatte bereits zugesagt, später folgte jedoch noch eine Absage, so dass kurzfristig Schaffhausen einsprang. Sieger wurden die Füchse aus Berlin. Eröffnet wurde das Turnier mit dem Spiel Kopenhagens gegen eine Regionsauswahl des Landkreises Soltau-Fallingbostel Präsentiert wurde das Turnier vom Camp Reinsehlen, wo die Sportler auch untergebracht wurden.
2010 wurde das Turnier in Zusammenarbeit mit dem MTV Treubund Lüneburg organisiert. Die Vorrundenspiele fanden sowohl in Schneverdingen als auch in Lüneburg statt, das Finale dann am 8. August ebenfalls in der Hansestadt. Aufgrund der zwei verfügbaren Spielorte konnten erstmals acht Mannschaften teilnehmen. Der HSV Hamburg, die Füchse Berlin, die Kadetten Schaffhausen aus der Schweiz und der polnische Verein KS Kielce spielten zunächst in Schneverdingen; THW Kiel, TV Großwallstadt, KIF Kolding (Dänemark), Ademar León (Spanien) begannen in Lüneburg.
Am Turnier 2011, das vom 19. bis 21. August in Schneverdingen und Lüneburg stattfand, nahmen erneut acht Vereine teil. Diese waren KS Kielce (Polen), Kadetten Schaffhausen (Schweiz) und Medwedi Tschechow (Russland) sowie die deutschen Vereine Rhein-Neckar Löwen, SG Flensburg-Handewitt, TV Großwallstadt, TBV Lemgo und Meister HSV Hamburg. Ursprünglich war als Teilnehmer der slowenische Topklub RK Celje geplant, nachdem bei diesen aber ein großer Teil der Spieler nicht zur Verfügung stand, sprang erneut Schaffhausen ein.
Der bisherige Mitveranstalter MTV Treubund Lüneburg verzichtete 2012 aus finanziellen Gründen auf eine Ausrichtung, so dass das Turnier mit verändertem Modus ausschließlich in Schneverdingen stattfand. Vom 17. bis zum 19. August trafen sechs Mannschaften aufeinander: Chambéry Savoie HB (Frankreich), Bjerringbro-Silkeborg (Dänemark), KS Kielce (Polen) sowie TSV Hannover-Burgdorf, TV Großwallstadt und TBV Lemgo.
2013 blieb es beim neuen Modus, so dass sich zwischen dem 9. und 11. August die Topklubs Chambéry Savoie HB aus Frankreich, die Kadetten Schaffhausen aus der Schweiz, die Dänen von Bjerringbro-Silkeborg und die deutschen Vereine TSV Hannover-Burgdorf, HSV Hamburg und die Füchse Berlin trafen. Im Finale besiegte Hannover die Berliner mit 32:31 im Siebenmeterwerfen.
Das Turnier 2014 fand vom 8. bis 10. August statt. Es nahmen sechs Mannschaften aus vier Nationen teil. Dabei waren die jeweils amtierenden nationalen Double-Gewinner Kadetten Schaffhausen aus der Schweiz, KS Kielce aus Polen und KIF Kolding aus Dänemark. Das Teilnehmerfeld wurde komplettiert durch die deutschen Klubs HSV Hamburg, HSG Wetzlar um den zweimaligen Welthandballer Ivano Balić und den DHB-Pokal-Sieger Füchse Berlin. Überraschend gewann Außenseiter Wetzlar das Turnier, im Finale besiegten sie die Füchse aus Berlin mit 27:24. Bester Torschütze des Turniers war Steffen Fäth mit 18 Treffern, zum besten Spieler wurde Fabian Wiede gewählt.
2015 trafen sich erneut sechs Vereine in Schneverdingen. An drei Tagen (7.–9. August) spielten die deutschen Vertreter HSV Hamburg, HSG Wetzlar und SC DHfK Leipzig mit den internationalen Klubs Kadetten Schaffhausen (Schweiz), KIF Kolding (Dänemark) und erstmals IK Sävehof (Schweden) vor insgesamt etwa 2.000 Zuschauern um den Heide-Cup. Die Auslosung der Auftaktspiele erfolgten Mitte Mai im Designer Outlet Soltau, das gleichzeitig als neuer Hauptsponsor des Turniers vorgestellt wurde. Bereits am 6. August fand in der Soltauer BBS-Halle ein Freundschaftsspiel zwischen IK Sävehof und einer Kreisauswahl statt. Das Finale gewann der Bundesliga-Aufsteiger SC DHfK Leipzig etwas überraschend durch einen 24:22-Sieg (21:21) nach Siebenmeterwerfen gegen Wetzlar. Als bester Torschütze des Turniers wurde mit 21 Treffern der Schwede Viktor Ottosson in Diensten von IK Sävehof ausgezeichnet.
Die 2016er-Ausgabe des Heide-Cups fand vom 12. bis 14. August statt. Teilnehmer waren die Bundesligisten HSG Wetzlar, MT Melsungen und SC DHfK Leipzig, dazu kamen der HSV Hamburg sowie die Champions-League-Teilnehmer Kadetten Schaffhausen (Schweiz) und HK Motor Saporischschja (Ukraine). Wie im Vorjahr fand bereits am Donnerstagabend vor dem Turnier ein Spiel zwischen einer Kreisauswahl und HK Motor Saporischschja statt. Sieger des Turniers wurde die HSG Wetzlar nach einem klaren 24:17-Finalsieg gegen den hessischen Konkurrenten aus Melsungen. Bester Torschütze wurde mit 27 Treffern der Wetzlarer Maximilian Holst. Als bester Torwart wurde sein Teamkollege Benjamin Burić ausgezeichnet.
Am Wochenende des 11. bis 13. August 2017 standen den deutschen Vertretern HSG Wetzlar, SC DHfK Leipzig und HSV Hamburg in Schneverdingen die ausländischen Klubs IFK Kristianstad aus Schweden, die Kadetten Schaffhausen aus der Schweiz und der französische Rekordmeister Montpellier HB gegenüber. Im Finale standen sich Montpellier und Kristianstad gegenüber, wobei sich die Schweden mit 27:21 durchsetzen konnten und damit als erster ausländischer Verein den Sieg im Heide-Cup erringen konnten. An den drei Turniertagen kamen etwa 1800 Zuschauer. Bester Werfer mit 23 Treffern wurde der Leipziger Philipp Weber, zum besten Torhüter wurde Leo Larsson vom IFK Kristianstad gekürt.
Die 10. Ausgabe unter dem Namen Heide-Cup fand vom 10. bis 12. August 2018 wieder in Schneverdingen statt. Mit dabei waren SC DHfK Leipzig, der HSV Hamburg und die Füchse Berlin aus Deutschland sowie die internationalen Teams Montpellier HB (Frankreich), IFK Kristianstad (Schweden) und RK Vardar Skopje (Mazedonien). Da Leipzig und Skopje aus verschiedenen Gründen auf die Finalteilnahme verzichteten, standen sich im Endspiel der amtierende EHF-Champions-League-Sieger Montpellier und der EHF-Pokal-Sieger aus Berlin gegenüber. Die Berliner waren nach den ersten beiden Partien eigentlich nur Viertplatzierter gewesen. Etwas überraschend setzten sich die Füchse dennoch mit 30:24 durch und holten nach 2009 zum zweiten Mal den Titel. Bester Werfer wurde der Däne Hans Lindberg (Füchse Berlin).